# Santa Mónica de los Venados
Santa Mónica de los Venados es el nombre de la ciudad creada por Alejo Carpentier en su novela Los pasos perdidos. Según asevera el autor en unas notas sobre la obra, la ciudad es la representación de Santa Elena de Uairén en los primeros años de su fundación.
Situada en algún lugar de Venezuela, se desconoce su ubicación en el mapa. En dicha novela, Santa Mónica de los Venados es fundada por un personaje apodado como "el Adelantado". Se puede llegar vía fluvial, desde Puerto de Anunciación, sorteando los callejones de ríos en canoas, hasta encontrar un tronco de árbol donde está estampada una seña a tres letras V superpuestas verticalmente.
Junto a ese árbol hay un pasadizo abovedado, estrecho y bajo, en donde el paso de las canoas se torna dificultosa. Después de varias horas de haber pasado por la entrada se puede ver el paisaje de Santa Mónica de los Venados, un mundo paleológico, un fauna llena de colorido barroco, un cielo con un nuevo mundo de nubes de márol, pausadas, similar a los primeros capítulos del Génesis, que han existido y existirán iguales desde los tiempos inmemoriables en que hiceran partícipes de la separación de las aguas y el misterio de las primeras confluencias.
Después de partir de la ensenada, bordeando por callejones serpenteados de agua, al lado de mesetas, por fin después de varios días de viaje se puede encontrar a Santa Mónica de los Venados. Situada en medio de la llanura, es un espacio de docientos metros de lado, peinado por machete, en cuyo extremo se ve una casona de perader de bahareque con una puerta y una gran ventana. Existen dos viviendas más pequeñas situados a ambos lados de un establo o un almacén. También existen unas diez chozas indias. Se cuenta que en una de esas chozas están los instrumentos musicales que dieron origen a la música.
Un cilindro ornamentado al fuego, con una empuñadra en forma de cruz que señala el paso del bastón del ritmo. Las tropas de cuerno de venado las sonajeras de adornos, el botuto de barro cuya finalidad es de encontrar al hombre extraviado en el pantano. Los caramillos, antepasados del órgano. Y finalmente la jarra de sonido siniestro, con las dos cañas encajadas en los lados, tal cual como se había mostrado en el libro que la describiera por vez primera.
Santa Mónica de los Venados está compuesta por la Plaza Mayor, la Casa de Gobierno. Detrás está situado el barrio de los indios. Frente a la casa de Gobierno será construido la Catedral. Al fondo se ve las Grandes Mesetas. Nutrida con espesa vegetación, y con fuentes de agua cristalina.
La historia de Santa Mónica de Venados señala que se fundó esa ciudad casi accidentalmente en búsqueda de Manoa, por parte del Adelantado y algunos mineros. No obstante, cuando se establecieron allí, se quedaron para siempre. El nombre de la ciudad se debe a que la tierra de fundación está poblado por venados rojos, y Mónica porque ella fue quién parió a San Agustín. "Santa que solo fue de un varón y que por sí misma había criado a sus hijos" (Carpentier).
Aunque Santa Mónica de los Venados hace gala del nombre de ciudad, eso solo se debe a que en la época de la invasión de América por los conquistadores, el nombre «ciudad», se aplicaba a las poblaciones fundadas por los españoles.
- Datos: Q6120635